# هالبتورن
هالبتورن (به آلمانی: Halbturn) یک منطقهٔ مسکونی در اتریش است که در ناحیه نویزیل آم زی واقع شده‌است. هالبتورن ۱٬۸۸۴ نفر جمعیت دارد.